# Шиме (бира)
„Шиме“ (на френски: Chimay) е трапистка бира, произведена и бутилирана в пивоварната на абатство „Notre-Dame de Scourmont“ в Шиме (Белгия). Chimay e една от осемте трапистки марки бира, заедно с Achel, Westmalle, Westvleteren, Orval, Rochefort, „Engelszell“ и La Trappe (на Koningshoeven), които имат правото да носят знака „Автентичен трапистки продукт“ (Authentic Trappist Product), обозначаващ спазването на стандартите на „Международната трапистка асоциация“.

## История
Траписткото абатство „Notre-Dame de Scourmont“ се намира в селището Forges, сега част от гр. Шиме, в Югозападна Белгия, окръг Тюен на провинция Ено. Абатството е част от Ордена на цистерцианците на строгото спазване.
Абатството е основано от трапистки монаси от абатството „Westvleteren“ на 25 юли 1850 г. На 14 ноември 1850 г. Жозеф дьо Рике (1808 – 1886), граф на Караман и принц на Шиме, дарява на монасите 48 хектара пустееща земя в гората до селото Скурмон, като трапистите се задължават да я разчистят за своя сметка и да построят манастир за 20 монаси и ферма
Новият приорат приема името „Notre-Dame de la Trappe Saint-Joseph“, а по късно „Notre-Dame de Scourmont“ През 1871 г. папа Пий IX дава на приората статут на абатство.
Монасите построяват манастирски и стопански сгради и, разбира се, пивоварна и работилница за сирене. Манастирската пивоварна е построена през 1862. През 1863 г. монасите от Chimay варят първата си бира.
Първоначално производството е ограничено и предназначено основно за нуждите на монашеската общност, но след 1865 г. бирата започва да се продава. Абатството бутилира два вида бира: едната се нарича „bière forte hygiènique“ и се продава на цена от 0,55 франка бутилката и „bière goudronnée“ на цена 0,70 франка бутилката (цената включва и бутилката).
Първата световна война води до прекратяване на дейността на пивоварната през 1915 г.; производството се възобновява едва през 1919 г., а продажбите – през февруари 1920 г. Между двете световни войни бирата Chimay се продава в големи бутилки с алкохолно съдържание от 4 % до 4,5 %. През този период в абатството за първи път е въведено названието „трапистка бира“.
По време на Втората световна война монасите на два пъти са принудени да изоставят абатството. На 1 септември 1944 г. те се завръщат в опустошеното и ограбено абатство и започват възстановителни работи.
Монасите решават да модернизират производството с помощта на проф. Де Клерк от Католическия университет в Льовен. След няколко години на обучение, опити, проби и грешки, се постига новата оптимална формула на бирата Chimay. През 1948 г. отец Théodore De Haene изолира уникални бирени дрожди, които стават основа за производството на новата бира Chimay Rouge. През 1954 г. се създава коледна бира, която става известна под името Chimay Blue. През 1966 г. е създадена Chimay Blanche. От 1982 г. на пазара са пусната Chimay Blue в бутилки от 0,75 л. под марката Chimay Grande Réserve, а през 1986 г. – Chimay Blanche в бутилки от 0,75 л. под марката Chimay Cinq Cents. През 2001 г. е пусната и наливна версия на Chimay Triple.
Бирата се вари в съответствие с трапистките традиции вътре – зад стените на абатството, като бутилирането се извършва в Baileux в близост до абатството. Както при всички други трапистки пивоварни, приходите от продажбите на бира са предназначени за финансова издръжка на абатството, за благотворителност и социална дейност.

## Марки бира
Търговският асортимент на пивоварната включва четири основни марки, които се бутилират в стъклени бутилки от 0,33 л. и 0,75 л.
- Chimay Rouge (червена капачка и етикет) – силна бира с медно-червен цвят, с алкохолно съдържание 7 % и сладък плодов аромат на кайсия, малц и сено. Произвежда се от 1948 г. В бутилки от 0,75 л. се продава под името Chimay Première.[6][7]
- Chimay Blanche или Chimay Tripel (бяла капачка и светложълт етикет) – силна бира с алкохолно съдържание 8 %. Отличава се с тъмнооранжев цвят, силна хмелна горчивина, плодов аромат с нотки на мускатово грозде, стафиди, ябълка и грейпфрут и послевкус на горчиви бадеми, мед и хляб. Произвежда се от 1966 г. В бутилки от 0,75 л. се продава под името Chimay Cinq Cents. Името на френски език означава „пет века“ и е дадено по повод 500-тната годишнина на град Chimay през 1986 г. Избрана е за бира на 1986 г.[8][9]
- Chimay Bleue (синя капачка и етикет) – най-популярната марка Chimay. Силна бира с алкохолно съдържание 9%, с медно-кафяв цвят, с леко горчив вкус и аромат на плодове, малц и карамел, с нотки на синя слива. Произвежда се от 1954 г. В бутилки от 0,75 л. се продава под името Chimay Grande Réserve.[10][11]
- Chimay Dorée (златисто-кафява капачка и златисто-кафяв етикет) – лека блонд бира с алкохолно съдържание 4,8 %, с тъмнооранжев цвят, с аромат на грейпрфрут, цитруси и мед.[12]

Подобно на много белгийски бири и тези, произведени в Chimay, могат да отлежават най-малко пет години, като качеството им се подобрява с течение на времето. Chimay Bleue може да отлежава и повече от петнадесет години.

## Производство
Бирите Chimay се правят от вода, малцов ечемик, пшеничено нишесте, захар, екстракт от хмел и мая, а за приготвянето на Chimay Rouge и Chimay Bleue се използва и специален малцов екстракт за оцветяване.
Бирата се транспортира от манастира до инсталацията за бутилиране на 12 км. от плажната ивица, която е с капацитет 40000 бутилки на час. След това бирата доферментира в бутилките в продължение на три седмици преди да бъде доставена в търговската мрежа. Петдесет процента от производството на бира Chimay е предназначено за износ. Продажбите на продуктите с марка Chimay са на стойност около 50 милиона долара годишно. Производство на пивоварната по данни от 2010 г. възлиза на 123 000 хектолитра бира годишно.
През 2011 г. в пивоварната Chimay се произвежда и бутилира и трапистката бира „Mont des Cats“ от името на френското абатство „Sainte Marie du Mont des Cats“.